# محمود الصمد شودبوري
محمود الصمد شودبوري (بالبنغالية: মাহমুদ উস সামাদ চৌধুরী؛ 3 يناير 1955 - 11 مارس 2021) كان سياسيًا من رابطة عوامي البنجلاديشية وعضوًا في البرلمان عن دائرة سيلهيت -3 لثلاث فترات.

## النشأة
ولد شودري في 3 يناير 1955 لأبوين بنغاليين مسلمين في نوربور فنشوجانج. كان له أخ اسمه أحمدنا صمد شودري. حصل على درجة الماجستير في إدارة الأعمال من إحدى جامعات المملكة المتحدة.

## الحياة المهنية
تم انتخاب شودري لعضوية البرلمان من سيلهيت -3 في 5 يناير 2014 كمرشح لرابطة عوامي. كان عضوًا في جمعية مصنعي ومصدري الملابس في بنغلاديش. شغل شودري أيضًا منصب نائب رئيس وحدة مقاطعة سيلهيت التابعة لرابطة عوامي.